# وليد السناني
وليد السناني، أحد أشهر المعتقلين السياسيين في السعودية، أمضى 30 سنة في سجن الحائر السياسي. عرف بانتقاداته الشديدة وتكفيره للحكومة السعودية.

## اسمه ونسبه
وليد بن صالح بن حمد بن علي السناني العامري السبيعي من مدينة عنيزة، كنيته أبو سبيع. ولد في الرياض عام 1385 هـ الموافق 1965م، والده عمل في إدارة المجاهدين، ولديه 3 أبناء و6 بنات.

### مؤهلاته وعلمه
بعد ثانوية المعهد العلمي دخل الجامعة ولم يعجبه طريقتها في التدريس فطلب العلم مباشرة من المشايخ ومن قراءة الكتب حيث عمل في المكتبة المركزية في جامعة الإمام فسهل عليه عمله الحصول على أمهات الكتب وهو قارئ نهم وقد تبحر في علوم كثيرة وخاصة العقيدة والتاريخ والأنساب واللغة ودرس على كثير من العلماء منهم الشيخ عبد الرحمن الدوسري والشيخ حمود التويجري والشيخ الفوزان والشيخ بن عثيمين وغيرهم، وله اهتمام بالغ برسائل الشيخ محمد بن عبد الوهاب وعلماء المدرسة النجدية ويحفظ كثيرا منها بالنص، أما اللغة فهو مشهور بإتقان النحو لايلحن ولا يطيق اللحن وكان مرجعا في التأريخ والأنساب سواء كان التأريخ المدون أو التاريخ الشفوي عن الأخبار والمعارك التي كانت في نجد وماقيل فيها من القصائد، وكان يحب أن يأخذ الروايات من مصدرها فيغشى أهل البادية ويميز لهجاتهم ويحفظ أيامهم وأنسابهم.

### مشايخه
لازم دروس الشيخ صالح الفوزان مدة وكانت تربطه علاقه بمفتي المملكة: عبد العزيز آل الشيخ. وأبرز مشايخه الذين تأثر بهم الشيخ: حمود التويجري والشيخ عبد الرحمن الدوسري الذي يحفظ كثيرا من كلامه ويستشهد به. كان بالغ الاهتمام بالتوحيد والعقيدة مستحضرا لكثير من المسائل في هذا المجال جيد المشاركة فيه وله اهتمام بالغ برسائل الشيخ محمد بن عبد الوهاب وأبنائه يحفظ كثيرا منها بالنص، وكان جيدا في النحو لايلحن ولا يطيق اللحن.

## آرائه السياسية والدينية
كان بادئ أمره متحمسا للدولة السعودية شديد الدفاع عنها وله في تاريخها رسالة مخطوطة لكنه تغير تماما بعد أزمة الخليج وبعد الاستعانة بالقوات الأجنبية وكان لا يخفى انتقاده لهذه الخطوة وكانت نقطه تحول له، وانكر الاستعانة بالقوات الأجنبية وأصبح يرى عدم شرعية الدولة.
من المسائل المشتهرة عنه إنكار التحية العسكرية وله في هذه المسألة بحثان وكان يقوم في المساجد بعد الصلاة والجمعة يتكلم عن هذه المسألة ويوزع فتاوى اللجنة الدائمة والشيخ بن إبراهيم في هذه المسألة. أيضا كان له ملاحظات شرعية على التعليم في المدراس السعودية ويراها علمانية لذلك منع أولاده من التعليم.
يقول أن الهوية الوطنية باطلة ما أنزل الله بها من سلطان، لأنه يرى أمة الإسلام واحدة لا تفرقها حدود حدّها الغرب الكافر. يؤيد الحركات الجهادية ويرى بالمهاجرة إلى المجموعات الجهادية في باكستان وأفغانستان ويرى بأنها الوحيدة التي تطبق الإسلام في العالم مع وجود الملاحظات على بعضها.

## اعتقاله
نقطة التحول في حياته بعد حرب الخليج الثانية والاستعانة بالقوات الأجنبية ضد صدام حسين الذي نفذ الغزو العراقي للكويت وكان ينتقد هذه الخطوة ويسميه استعمارا وكان ينتقد حتى الفتوى التي صدرت في هذه المسألة.

## ظهوره الإعلامي
ظهر وليد السناني في 6 نوفمبر 2013 في برنامج الثامنة على قناة ام بي سي في حوار مع داوود الشريان لمدة ساعه من داخل السجن. كانت الحلقة سجلت في شهر رمضان 1434 وبثت بعدها بشهرين. خلال الحوار ذكر السناني انه مجبر على تسجيل هذا اللقاء ورغم نفي داوود الشريان إلا أنه أكمل تسجيل البرنامج.

## روابط خارجية
- لقاء مع وليد السناني داخل السجن ببرنامج الثامنة